# Памятники архитектуры Соединённого Королевства

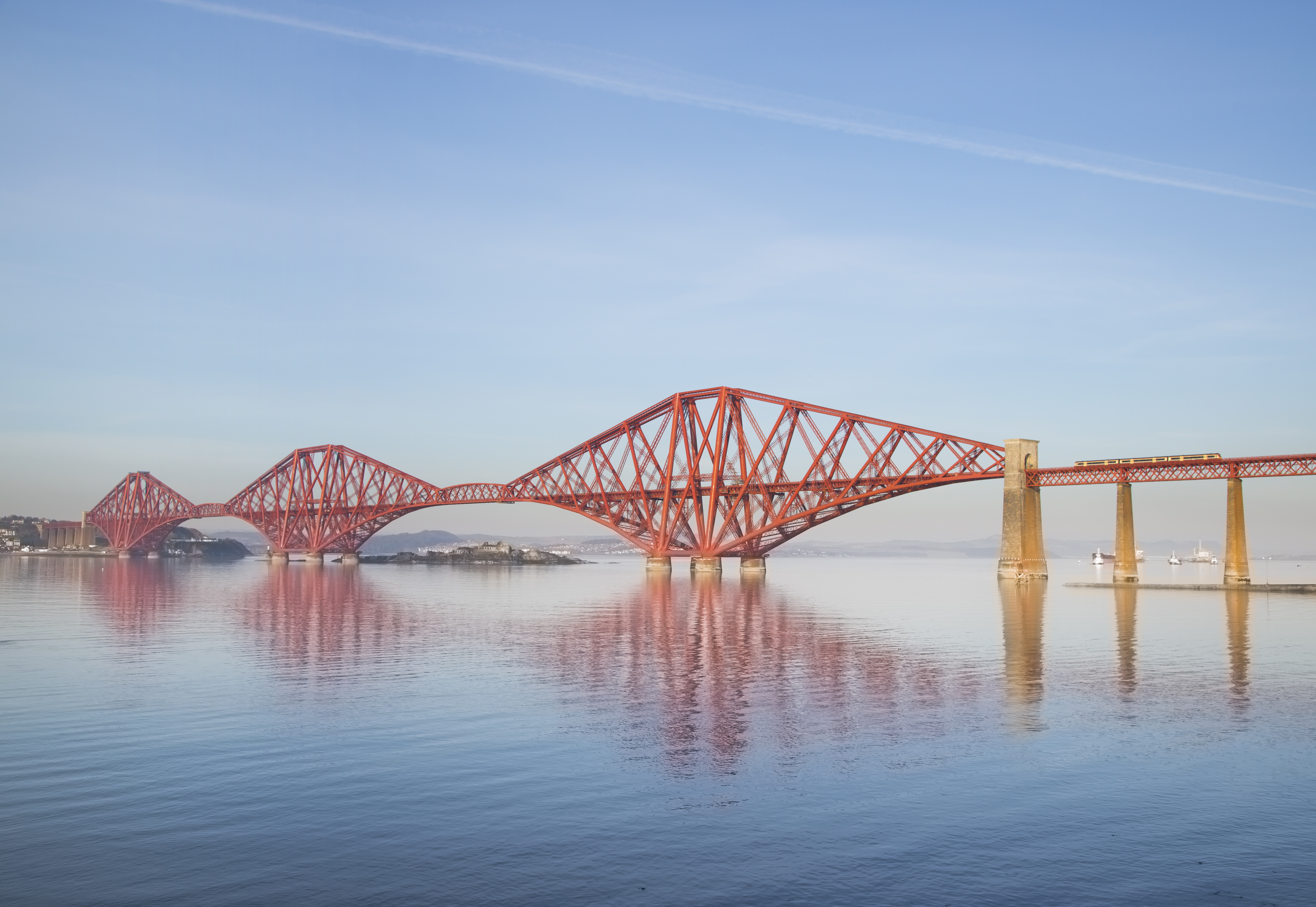
Форт-Бридж — памятник архитектуры Шотландии категории А

Памятники архитектуры Великобритании и Северной Ирландии — здания (англ. listed building) и сооружения (англ. listed structure), включенные в списки одной из четырёх организаций:
- государственной организацией Historic England в Англии,
- Historic Environment Scotland[англ.] в Шотландии,
- Cadw в Уэльсе,
- Northern Ireland Environment Agency в Северной Ирландии.

В Республике Ирландии также используется термин англ. listed building, но официально здания, защищённые по Акту о Планировании и Градостроительстве (2000), называются англ. protected structure — защищённые сооружения.
Памятник архитектуры не может быть снесён, достроен или перестроен без особого разрешения местного градостроительного регулятора, который при этом, как правило, взаимодействует с соответствующим органом государственной власти, если речь идёт о важных памятниках. В Англии и Уэльсе о любых работах, связанных с уничтожением памятника или его части должно быть уведомлено Общество защиты древних зданий.
Здания, используемые в настоящее время для богослужения, не подлежат государственному контролю только в том случае, если аналогичным контролем занимается религиозная организация-собственник. Собственники могут быть в известных случаях принуждены к реставрации и содержанию своих памятников по стандартам работы с культурным наследием, включая использование конкретных материалов и технологий, и могут нести уголовную ответственность за пренебрежение этими обязанностями или самовольные работы на памятнике.
Большинство памятников составляют здания, другие типы — мосты, памятники, скульптуры, военные мемориалы, мильные камни. Также в список входит пешеходный переход через Эбби-Роуд, прославленный «Битлз». Самые древние, военные и необитаемые сооружения (например, Стоунхендж) могут входить в охраняемый более старым законом (от 1882 года) список памятников культуры Великобритании. Искусственные ландшафты парков и садов вносятся в охранный список без статуса памятников.

## Предпосылки

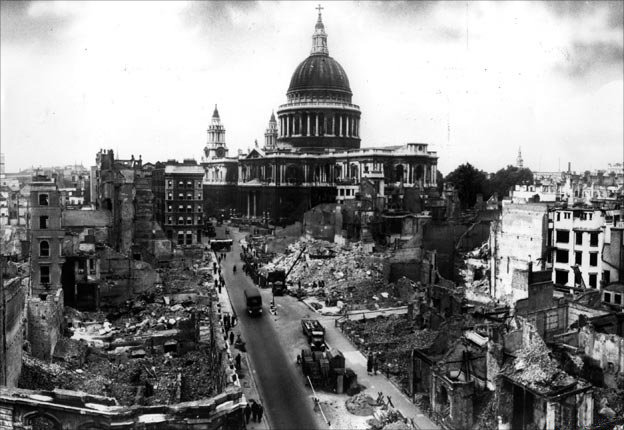
Последствия бомбардировки Лондона

Известное число «древних памятников» было защищено парламентским актом 1882 года, но накладывать на собственников ограничения в том, что они могут сделать со своей недвижимостью, общество не желало. Первый в Англии список зданий, представляющих архитектурную ценность, был составлен в результате немецких бомбардировок в ходе Второй мировой войны. Его подготовили триста членов Королевского общества архитекторов и Общества защиты древних зданий под руководством Инспекции древних памятников. Эти работы были профинансированы британским казначейством. Список определял, какие разбомбленные здания необходимо восстановить в прежнем виде, и с какой степенью точности. В Шотландии по результатам обследования 103 населённых пунктов списки были составлены ещё в 1936 году по образцу Амстердама в трёх категориях A, B и C.
Современная система защиты памятников развилась на основе этого военного списка и установлена Актом о Планировании Городов и Сельской местности (1947) для Англии и Уэльса и аналогичным актом в Шотландии в том же году. В Северной Ирландии списки памятников ведутся с 1972 года. Процедуры в разных частях Соединённого Королевства отличаются.

## Защита
В Соединённом Королевстве результат взятия объекта культурного наследия, созданного человеком, под охрану, называется различными словами для объектов разного типа, потому что регулируется разными законодательными актами. Для сооружений используют термин англ. designation — «обозначение, включение в список, присвоение статуса», здания называют англ. listed — «включенные в список», древние памятники культуры (акт 1882 года) — англ. scheduled — «включенное в каталог», места катастроф — англ. protected — «защищённые», поля сражений, сады и парки — англ. registered — «зарегистрированные». Объекты могут быть взяты под охрану на основании их исторической, археологической, архитектурной или эстетической ценности.
Здания, которым не присвоен формальный охранный статус, тем не менее, также могут быть приняты во внимание в процессе планирования и проектирования.

## Процедура внесения в список
В списки может быть занесено практически любое сооружение, имеющее особый исторический интерес: от телефонных будок и дорожных знаков до за́мков. «Historic England» выпускает определители, помогающие оценить значимость объекта и поместить его в одну из двадцати категорий. В 2020 году Верховный суд в деле Dill против Secretary of State for Housing, Communities and Local Government and another определил, что необходимо соответствие критериям в трёх параметрах: размере, долговечности и неподвижности. Эту проверку называют Skerritts test по аналогичному предыдущему кейсу.

## Памятники в Англии и Уэльсе

### Законодательство
Решение о внесении в списки и исключении из них по Акту 1990 года выносит уполномоченный секретарь Правительства Его Величества. Инициировать процесс может любой гражданин через обращение в агентство «Historic England» при Департаменте культуры, СМИ и спорта, в том числе посредством сайта, на котором имеются критерии. «Historic England» исследует предложенные объекты и устанавливает их историческую и архитектурную ценность. Секретарь принимает решение, внести или исключить объект, по заключению «Historic England», привлекая, смотря по надобности, других экспертов для консультации. Департамент культуры, СМИ и спорта, кроме «Historic England», взаимодействует по вопросам наследия с Департаментом местного самоуправления и Департаментом окружающей среды, пищи и сельского хозяйства.
В Уэльсе списками памятников именем Парламента Уэльса занимается Cadw .
Памятники, которым грозит утрата, вносятся в специальный «Список наследия, находящегося под угрозой» (англ. Heritage at Risk Register).
В 1980 году произошёл скандал из-за поспешного сноса шинной фабрики концерна Firestone (1928, бюро «Уоллис, Гилберт и партнёры», ар-деко), произведённого инвестиционно-девелоперской корпорацией «Trafalgar House» на августовских каникулах, когда собственники узнали, что в ближайшем будущем здания будут признаны памятниками. После этого правительство решило пересмотреть процедуру выявления объектов культурного наследия и заново пересмотреть здания в поисках упущенных памятников

#### Реформирование

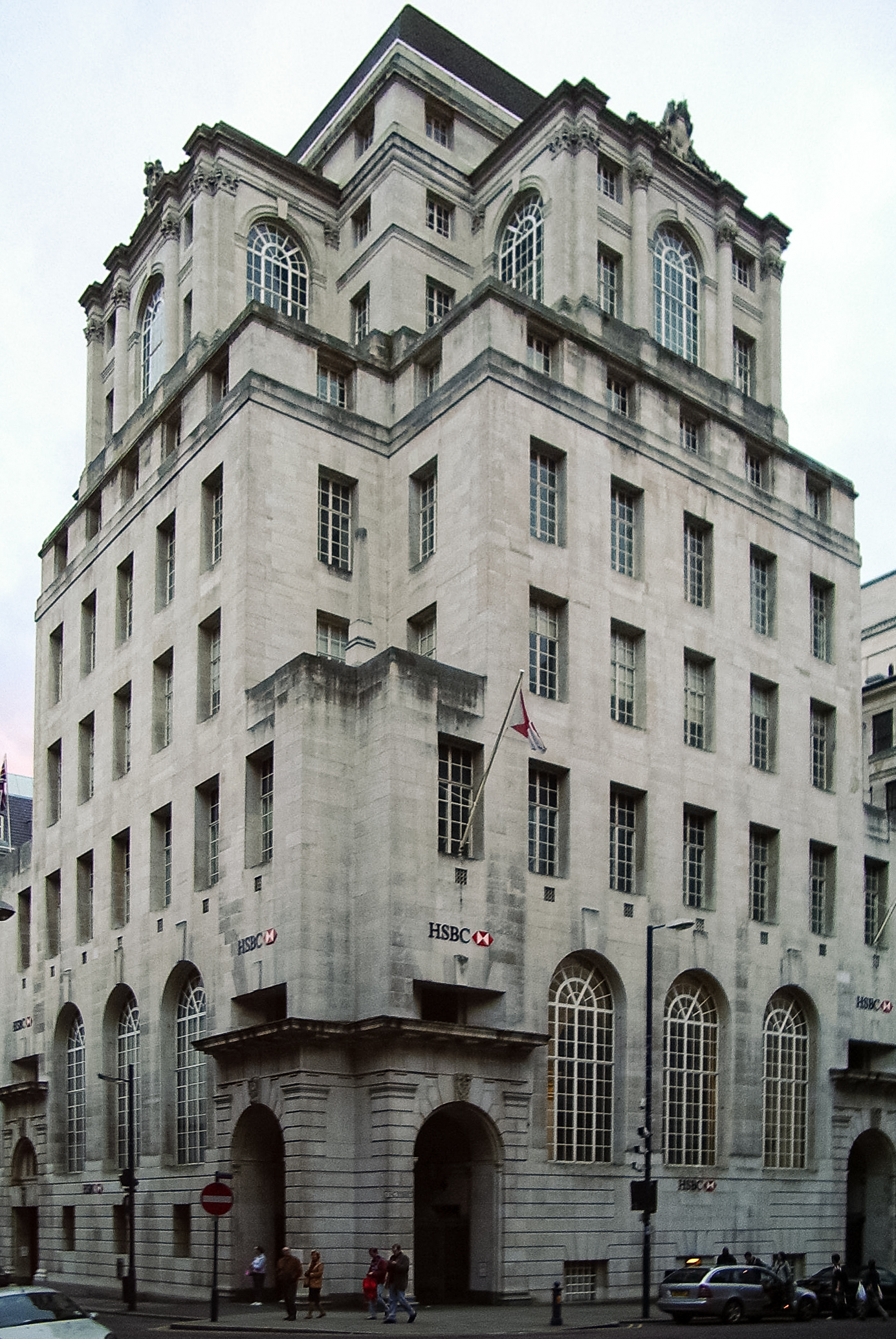
Манчестер, улица Короля, 100. Здание 1935 года постройки — памятник II* класса с 1974 года.

Попытки упростить обращение с наследием предпринимались в Англии несколько раз. На 2021 год некоторые изменения были приняты.
Пересмотр инициирован в 2000 году министром по Департаменту культуры, СМИ и спорта (ДКСС) бароном Аланом Ховартом. Результатом его в том же году стал отчёт «Сила места» (англ. The Power of Place), за которым в декабре 2001 года последовала директива «Историческая среда как движущая сила нашего будущего» (англ. The Historic Environment: A Force for Our Future), подготовленная совместно ДКСС и Департаментом окружающей среды, транспорта и регионов. В июле 2003 года правительственная реформа началась отчётом «Защита исторической среды: как заставить систему работать лучше?» (англ. Protecting our historic environment: Making the system work better), и в 2004 году вышел на обсуждение отчёт «Обзор защиты наследия: дорога в будущее» (англ. Review of Heritage Protection: The Way Forward), призывающий Правительство и «Английское наследие» обсудить реформу и пересмотреть критерии включения зданий в списки (так называемая «зелёная книга», то есть предварительный документ).
В 2006 году этот отчёт был рассмотрен, и Правительство начало процесс изменения градостроительных норм.
8 марта 2007 года Правительством представлен в Палате общин документ (т. н. «белая книга») «Защита наследия в XXI веке», который обязывал сделать процесс включения зданий в списки более открытым.
В 2008 году проект Билля о Защите Наследия начал проходить предварительное рассмотрение (перед вынесением на заседание Палаты), но позднее, несмотря на сильную поддержку, отложен в пользу срочных мер против экономического кризиса. В проекте было слияние зданий, парков, садов, археологических памятников, полей сражений, останков кораблекрушений и объектов Всемирного наследия в единый доступный в Интернете реестр. На «Английское наследие» предполагалось возложить непосредственно обязанность по поиску наследия и проведению более открытых консультаций с собственниками и обществом. Также предлагалось установить чёткую систему грантов для работы с наследием.
После нескольких лет консультаций с защитниками наследия, благотворительными организациями, местными органами, регулирующими градостроительство, и «Английским наследием», Департамент местного самоуправления в марте 2010 года выпустил правило по градостроительству | 5 «Историческая среда» (англ. Planning for the Historic Environment) и практические рекомендации от департаментов и «Английского наследия» по применению этих норм.
В декабре 2010 года было объявлено о замене всех отдельных правил по градостроительству единым фреймворком, черновик которого был представлен 25 июля 2011 года, после обсуждения принят 27 марта 2012 и включает поправки от 2018, 2019 и 2021 годов.

### Классы

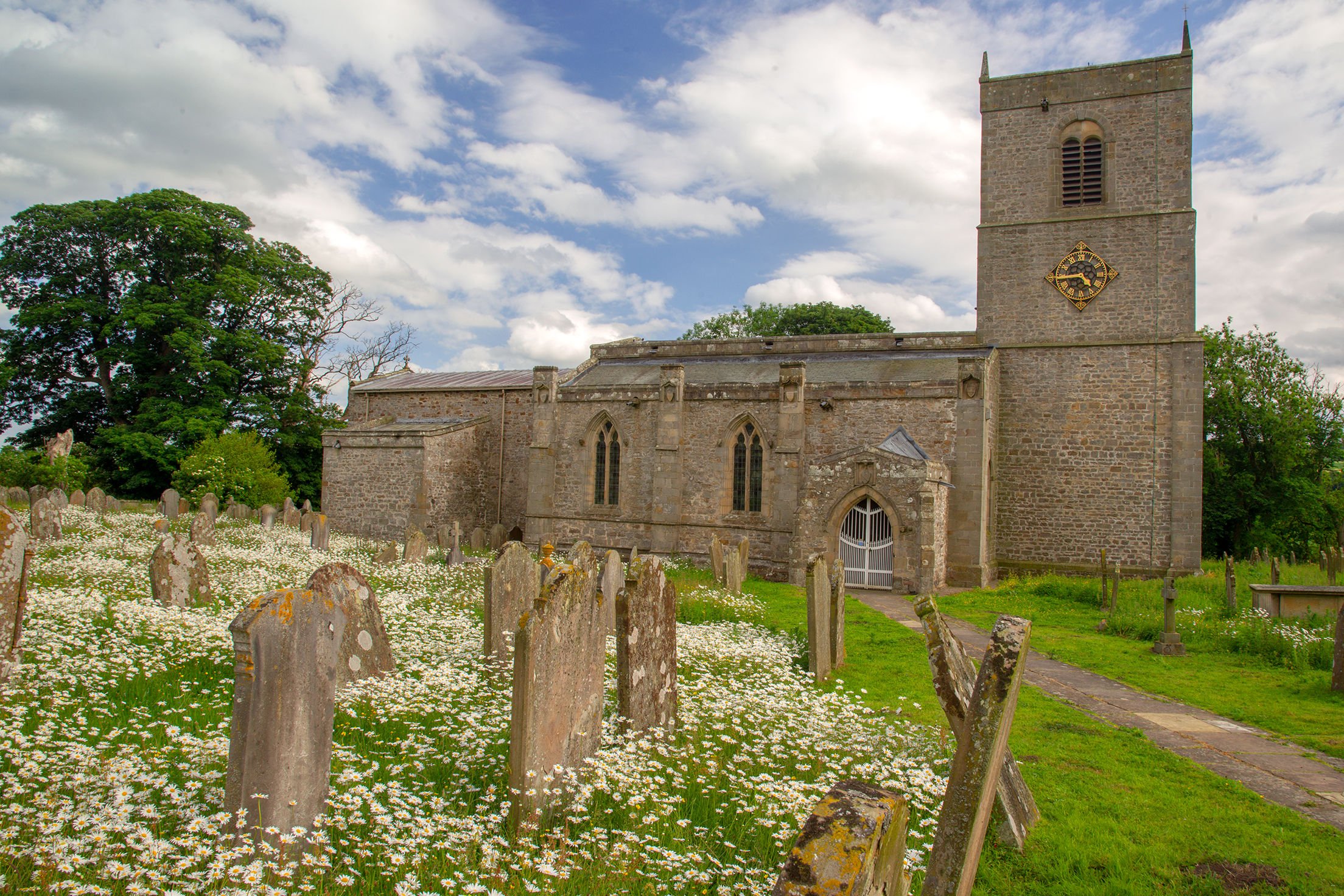
Бывшая церковь Святой Троицы в Уэнсли (Северный Йоркшир) является памятником I класса, построенным, большей частью, в XIV и XV веках.

В Англии и Уэльсе памятники делятся на три класса (англ. grade):
- I: здания, представляющие особый (исключительный) интерес
- II*: здания, особо важные среди представляющих интерес
- II: здания, представляющие интерес, достаточный для того, чтобы оправдать усилия по их сохранению[29].

Ранее существовавший III класс объектов без статуса памятников упразднён в 1970 году.
Для действующих англиканских церквей используются обозначения A, B и C, примерно соответствующие классам. Они применялись до 1977 года, но немало зданий сохраняют эти обозначения по сей день.
В списках памятников находится приблизительно 2 % зданий в Англии: на март 2010 года было 374 тысячи записей, из которых 92 % — II класса, 5,5 % — II* и 2,5 % — I класса. Значительную долю составляют церковные здания, в Англии находится 14,5 тыс. церквей-памятников, в том числе 4 тыс. I класса (половина объектов I класса), 4,5 тыс. — II* и 6 тыс. — II класса). Из этих церквей в 1969—2010 годах богослужение было прекращено в 1795 (около 11 % общего числа).
Отдельных зданий-памятников имеется приблизительно полмиллиона, потому что записи в реестрах часто относятся к комплексам.

### Критерии

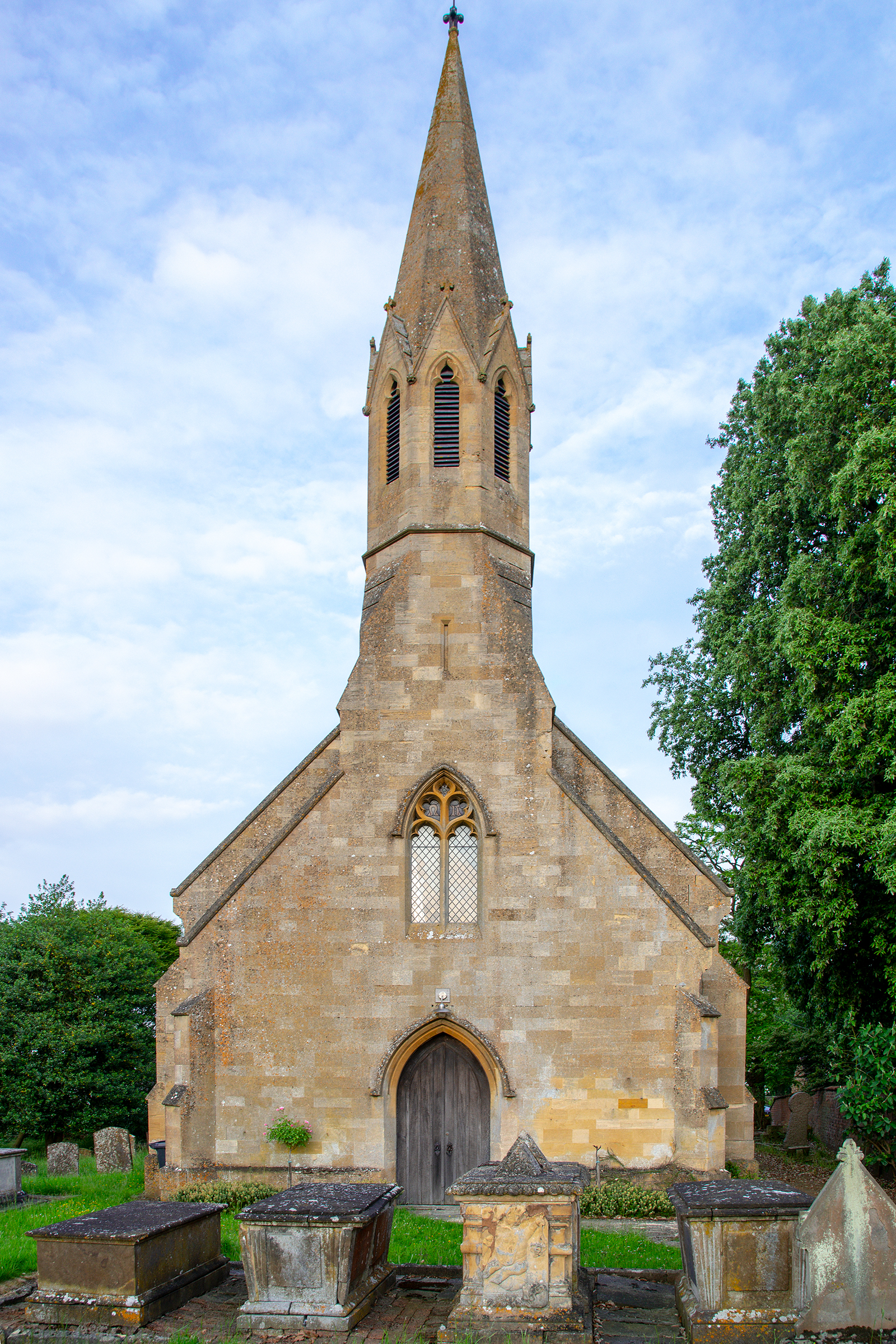
Церковь святого Петра в Стреттоне-на-Фоссе (Костуолдс) построена в 1841 году и является памятником II класса.

Среди критериев для включения здания в списки памятников — архитектурное значение, историческое значение и тесная связь со значительными лицами и событиями. Здания без индивидуальной значимости могут быть памятником совокупно в виде комплекса, например, застройки площади. Некоторые крупные комплексы, не отвечающие критериям памятников, становятся «зонами охраны» (англ. conservation area) с менее строгими обязательствами по сохранению.
Учитываются:
- возраст и редкость: чем здание старше, тем более вероятно включение в списки. Все без исключений здания постройки до 1700 года, сохранившие значительную часть первоначальных конструкций, становятся памятниками. Здания, построенные между 1700 и 1840 годами, становятся памятниками в большинстве случаев. В промежутке от 1840 и до 1945 годов производится отбор, и наиболее жёсткий отбор — среди зданий после 1945 года. Здания младше 30 лет вносятся в списки при исключительной ценности и под угрозой скорой утраты.
- эстетическая ценность, то есть облик, причём не только особенно красивый — в списки вносятся и не эффектные, но хорошо отражающие определённые социальные и экономические аспекты истории Англии.
- представленность: среди многочисленных однотипных образцов памятниками становятся самые характерные или наиболее значительные.
- местный, но значимый в масштабах страны интерес, например, отношение к локальной индустрии, продукты которой известны по всей Англии.

Степень сохранности постройки при экспертизе не учитывается.
Дополнительно:
- на любые здания, построенные до 1 июля 1948 года в окрестностях памятников, распространяются те же обязательства, что и на сами памятники[36].
- влияние новой застройки на окружающую памятник среду обязательно принимается во внимание при градостроительном планировании[10].

Решение включить здание в памятники может быть принято из-за одной небольшой черты, но охраняется после этого здание в целом: его фасад, конструктивные особенности, интерьеры, оборудование, механизмы и объекты окружения, даже не относящиеся к недвижимости.
Исключение из памятников случается, но редко.

### Экстренная защита
В экстренном случае, то есть под непосредственной угрозой скорого уничтожения здания или утраты исторически значимых черт, местный градостроительный орган выносит постановление о временной защите сроком на полгода. В течение этого времени должно быть решено, включить или не включить здание в памятники.

### Иммунитет
Документ об иммунитете конкретного здания против внесения его в списки памятников может быть истребован у уполномоченного секретаря правительства в любой момент.

## Изменение памятников
В Англии и Уэльсе регулирование работы с памятниками находится в ведении местных градостроительных органов и Департамента местного самоуправления (то есть не тех органов, которые занимаются включением в списки). Общим принципом является «адеватное и целесообразное использование» или приспособление под новый тип использования. При этом никакие изменения не могут быть произведены без прямого разрешения местных властей. В Уэльсе разрешение может быть выдано только с уведомлением Парламента Уэльса, отказ — без участия парламента.
В Шотландии разрешения от имени министров выдаёт Historic Environment Scotland после консультаций с собственником, местным градостроительным органом и независимым экспертом.
Работы на памятниках без разрешения являются уголовным преступлением, за которое собственники могут нести ответственность в судебном порядке. Результаты всех таких работ могут быть местным градостроительным органом отменены, и памятник возвращён к исходному состоянию реставрационными метадами за счёт собственника.

## Примеры памятников I класса
- Кенотаф в Лондоне

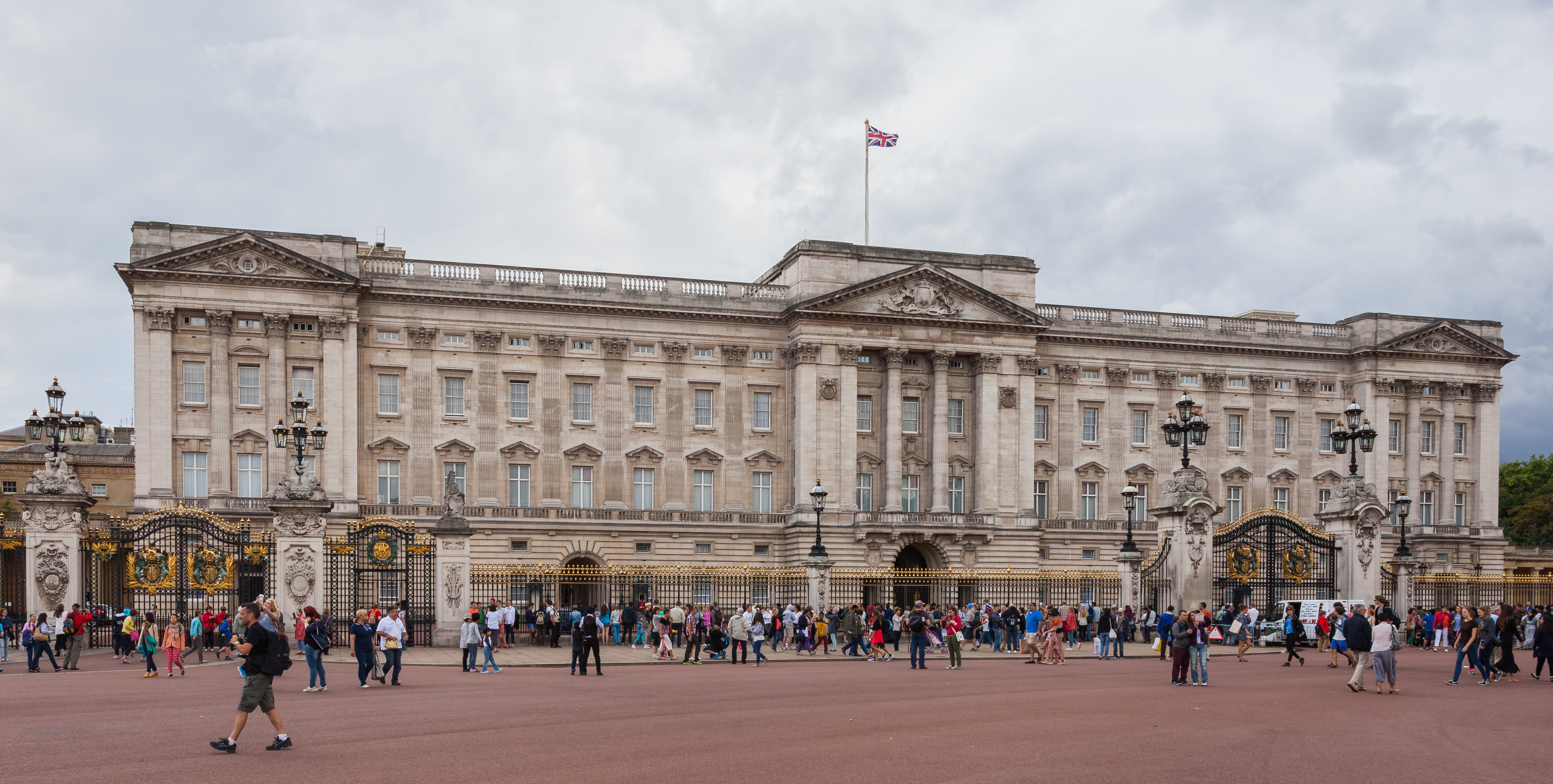
Букингемский дворец — памятник архитектуры I класса.

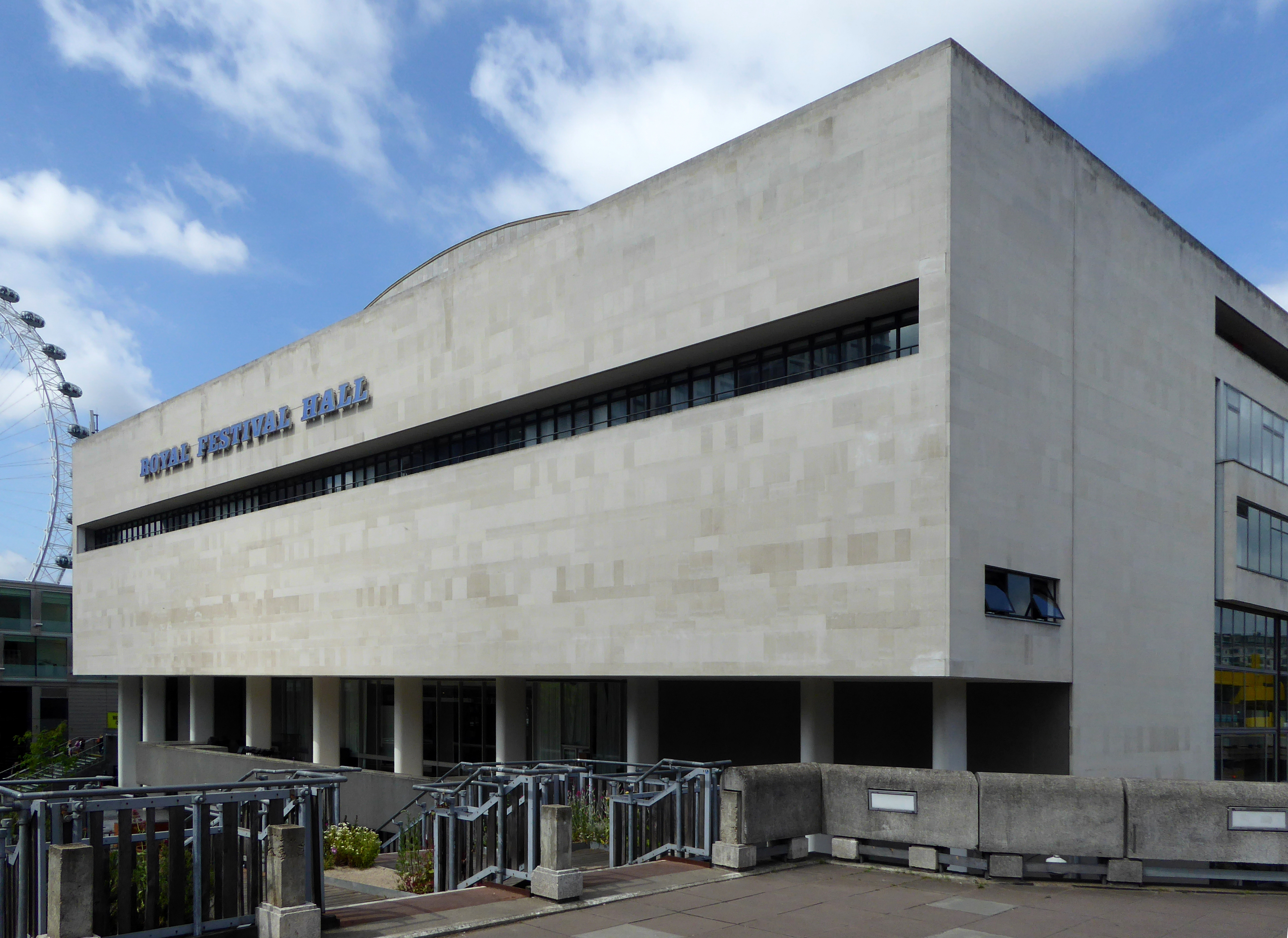
Королевский праздничный зал (Лондон) — первое послевоенное здание в статусе памятника I класса

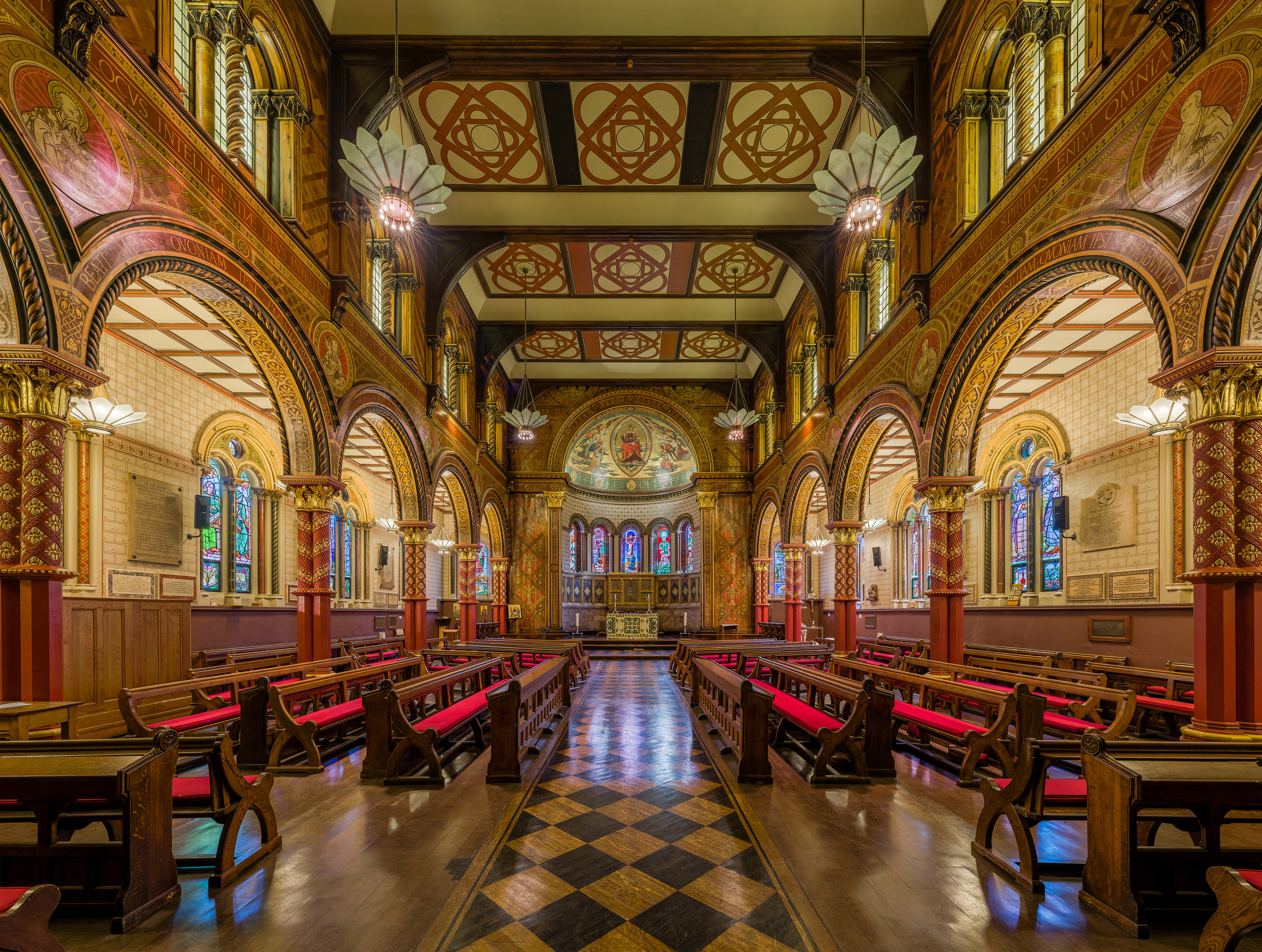
Капелла Королевского колледжа (арх. Джордж Гилберт Скотт, 1864)

- Клифтонский подвесной мост (Бристоль)
- Хемптон-корт (Лондон)
- мост Хамбер
- капелла Королевского колледжа в Лондоне
- Ливерпульский собор
- здание Лондонского Ллойда («дом наизнанку»)
- Манчестерский вокзал железной дороги Манчестер—Ливерпуль
- замок Норидж
- Вестминстерский дворец
- акведук Понткисиллте (Уэльс)
- Портчестерский замок (Гэмпшир)
- аббатство Куор[англ.] (о-в Уайт)
- Тауэрский мост
- замок Тауэр
- замок Уорик
- Виндзорский замок
- Йоркский собор

## Примеры памятников II* класса
- электростанция Баттерси (Лондон)
- Кливлендский мост в Бате
- Лондонский Колизей

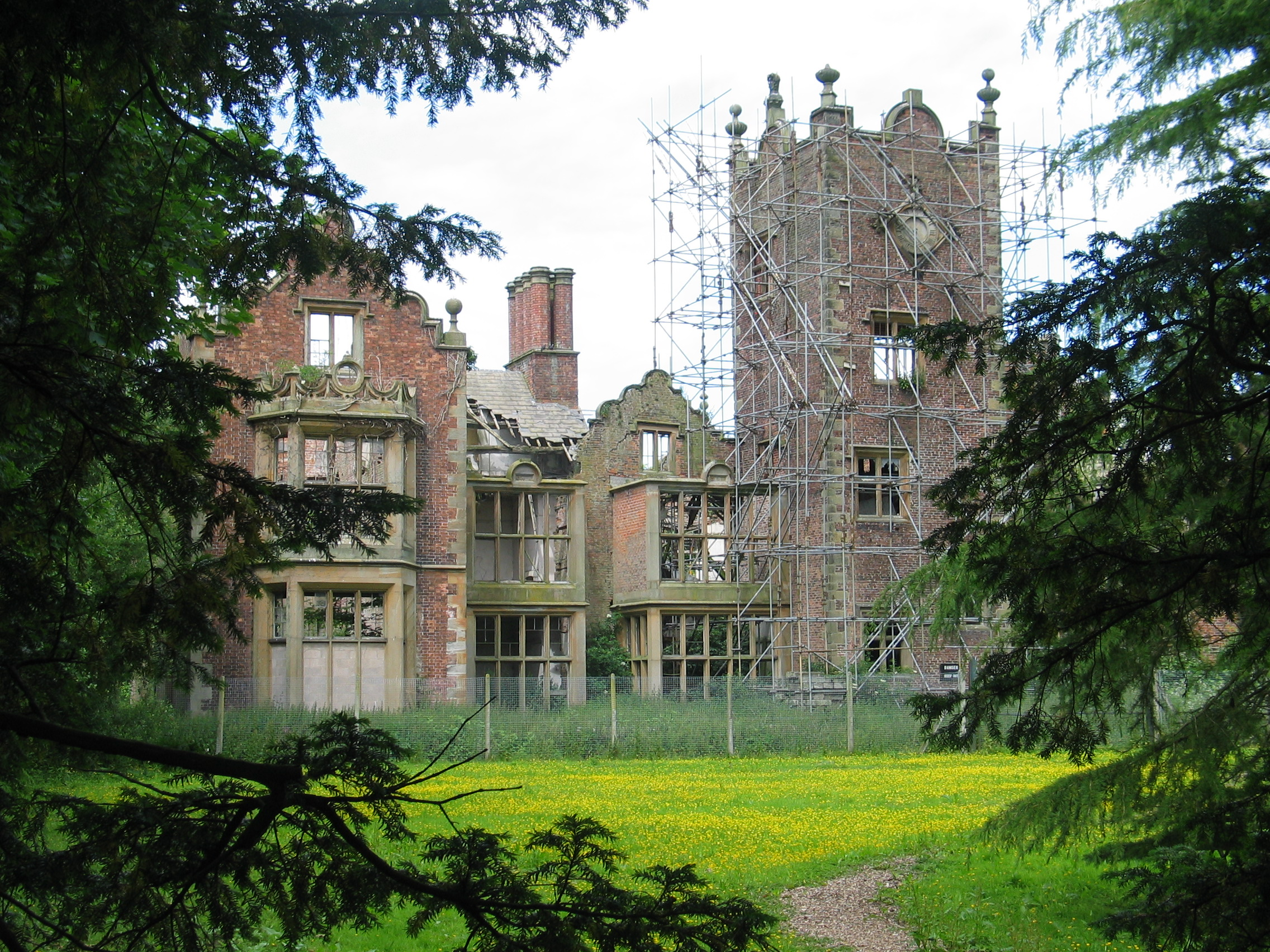
Банк-холл (Ланкашир) — памятник II* класса. Содержит часовую башню XVII века с дубовой консольной лестницей

- Даун-хаус на Ричмонд-хилл в Лондоне, где проживали Шеридан и Мик Джаггер
- Ливерпульский католический собор
- пристройка к Манчестерской ратуше
- летающий паром через реку Ти (Мидлсбро)
- Райз-холл (Ист-Райдинг-оф-Йоркшир) — известное с 1066 года поместье
- Шибден-холл[англ.] (Колдердейл) — жилой дом с фахверковыми частями времён Тюдоров
- Иерусалим св. Иоанна[англ.] — капелла ордена госпитальеров XIII века
- Треллик-тауэр[англ.] — бруталистский высотный жилой комплекс в Лондоне

## Примеры памятников II класса
- студия Эбби-роуд, Лондон

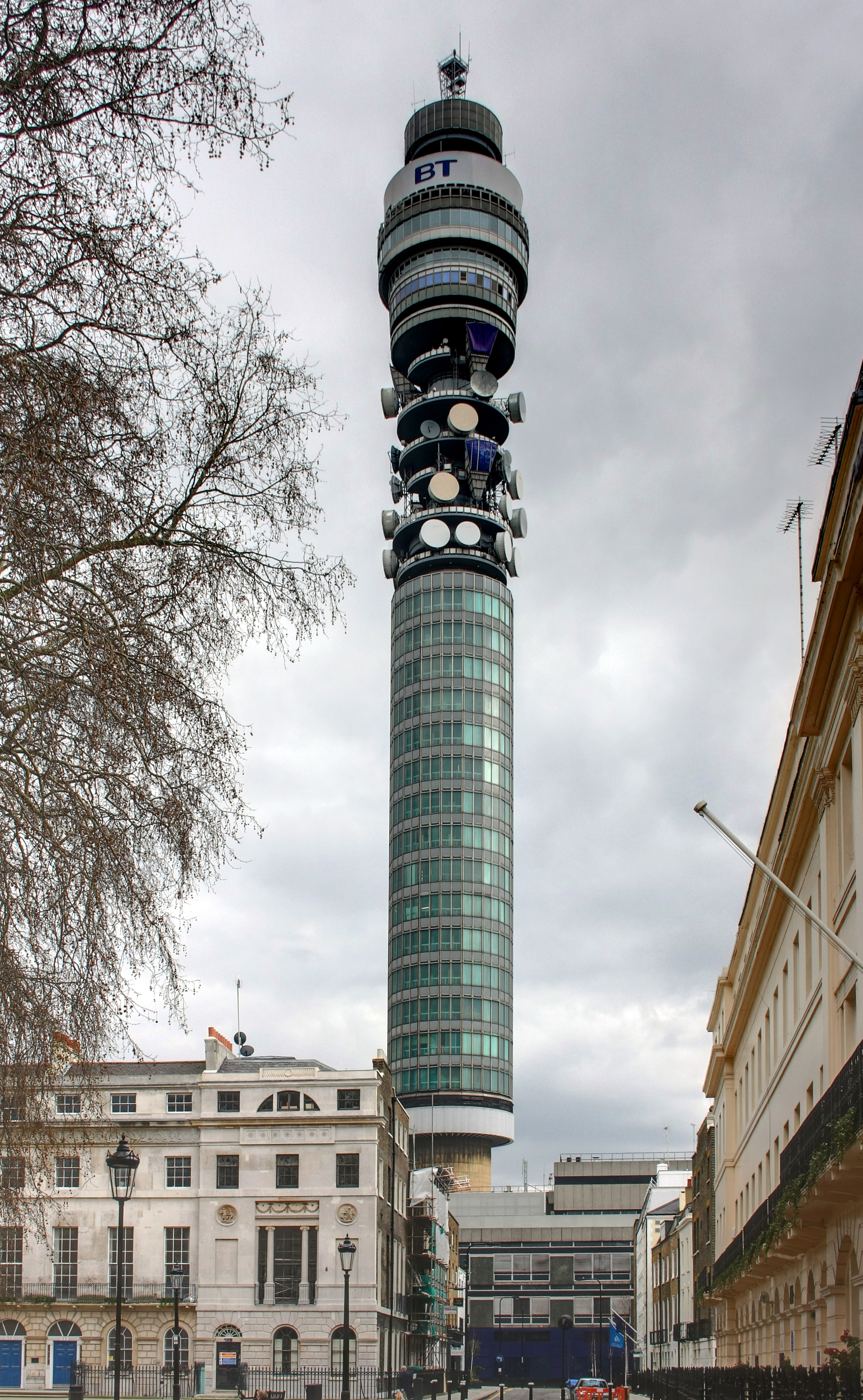
BT Tower — памятник II класса

- Брумхилский открытый бассейн[англ.] (Ипсуич)
- BT Tower, Лондон
- Бирмингемские бэк-ту-бэки[англ.] — уцелевший в оригинальном состоянии комплекс дешёвого жилья, которое строилось в Британии в XIX веке десятками тысяч домов
- парк развлечений Курзал[англ.][40]
- станция Сербитон, Лондон
- Уайтчепельская колоколитня[англ.], Лондон
- пешеходный мост на станции Уокингем, Беркшир[41][42]

## Комплексы
На 2002 год в Англии было 80 пирсов, являвшихся памятниками всех трёх классов. Также примерами комплексов являются, например:
- Кобхем-парк (Кент) — ландшафт-памятник, содержащий памятники I и II классов, а также «древний памятник» археологии (римскую виллу);
- Фабрики в долине реки Деруэнт — объект Всемирного наследия, включающий 838 памятников архитектуры Англии (16 — I класса, 42 — II* и 780 — II класса) и 9 «древних памятников»;
- многоэтажный жилой комплекс «Golden Lane Estate[англ.]» (Лондон) с памятниками II и II* классов;
- Ферма Манор в Руислипе[англ.] — восходит к XI веку, в настоящее время имеются амбар XIII века II* класса и другие постройки XVI века II класса.
- Вест-Норвудское кладбище[англ.] — комплекс в стиле готического возрождения с 65 памятниками II и II* класса, в том числе ограда, крематорий, надгробия и мавзолеи. Также парк II* класса в списках охраняемых садов и парков.

## Объекты местного значения
Многие органы городской власти (например, в Бирмингеме или боро Кроули) ведут в дополнение к общегосударственным списки охраняемых объектов местного уровня. Они не имеют полной защиты памятников, но могут быть включены в их охранные зоны или защищены методами градостроительного планирования. От собственников таких объектов городские органы власти ожидают понимания, насколько их недвижимость важна для облика города, и сохранения этого облика, насколько возможно.
В Бирмингеме используются три класса местных памятников:
- класс A — объекты, которые при угрозе их утраты будут немедленно заявлены на статус общегосударственного памятника.
- класс B — важные в архитектурном ландшафте города или улицы, для сохранения которых обязательно будут предприняты усилия.
- класс C — локальной важности, в том числе артефакты промышленной археологии.

Боро Кроули пользуется пятью критериями, по которым к ноябрю 2010 года в списки было внесено 59 зданий:
- историческое значение;
- архитектурная ценность;
- ценность в группе объектов или городском ландшафте;
- высокая сохранность в оригинальном состоянии
- ценность для местного сообщества.

## Северная Ирландия

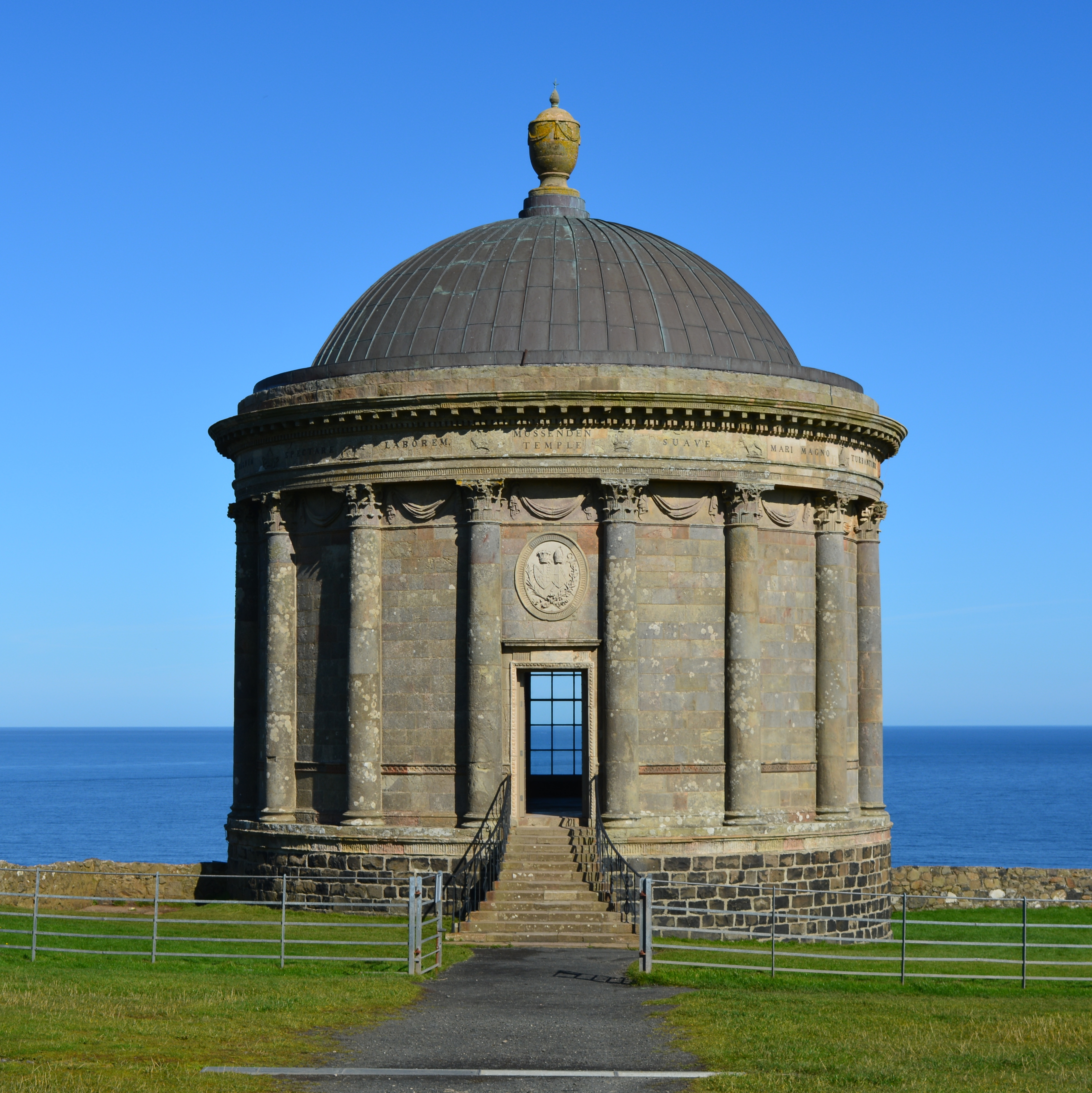
Храм Массенден (Лондондерри) — памятник класса А.

Ведение списков памятников началось в Северной Ирландии позднее, чем в остальном Соединённом Королевстве, с Актом о градостроительном планировании 1972 года, а на 2011 год текущая законодательная база подведена аналогичным Актом 1991 года. 42-я статья Акта указывает, что списки зданий, представляющих особую архитектурную или историческую ценность, ведёт специальный орган Правительства Северной Ирландии. С 2016 года этим занимается Отдел исторической среды Департамента местного самоуправления, который принял эти полномочия у Агентства по охране окружающей среды в связи с разделением соответствующего Департамента.
Первое обследование недвижимости после того, как было принято охранное законодательство, началаось в 1974 году и продлилось 20 лет. К моменту его завершения в 1994 году процедура внесения в списки была заметно переработана, отчего сразу же начато второе обследование, которое продолжается до сих пор. В ходе него вместе со сбором новой информации ведётся обновление и перепроверка известных фактов. Информация по памятникам и непамятникам вносится в общедоступную базу данных.
Критерии включения в списки нацелены на оценку архитектурной и исторической ценности здания. Для любой переделки внесённых в списки памятников необходимо получить согласие местных властей.
В списках находится около 9 тысяч памятников четырёх классов:
- Класс A: здания наибольшей ценности, в том числе выдающиеся образцы архитектуры и наиболее сохранные памятники признанных архитектурных стилей, и эпох и типов построек[45];
- Класс B+: здания, которые высоким качеством и особыми чертами в интерьере, экстерьере или месторасположении выделаются из класса B1, или здания, которые не дотягивают до класса A из-за неполной сохранности или скверных переделок или добавлений[45];
- Класс B1: хорошие образцы своего стиля или периода с приемлемым уровнем переделок или изначальных недостатков. Обычно в этот класс попадают по совокупности признаков или из-за немногих, но высококачественных или ценных деталей[45];
- Класс B2: здания, только-только удовлетворяющие критериям памятников с приемлемым уровнем переделок или недостатков. Класс B2 используется для зданий с немногими и не очень ценными историческими чертами или для зданий в охранных зонах других памятников[45].

### Примеры
- класс A
  - замок Госфорд[51]
  - Белфастский оперный театр[52]
  - замок Белфаст[53]
- класс B+
  - замок Некарн (XIX в.)[54]
  - дозорная башня Скрабо (XIX в.) близ Белфаста[55]
- класс B1
  - Кэмпбелл-колледж[56]
  - вискокурня Old Bushmills Distillery[57]
  - магазин-склад Бэнк-билдингс (1900, Белфаст)[58]

## Шотландия
Списки памятников архитектуры в Шотландии ведутся органом власти недепартаментного типа «Историческая среда Шотландии» при совете министров Шотландии.

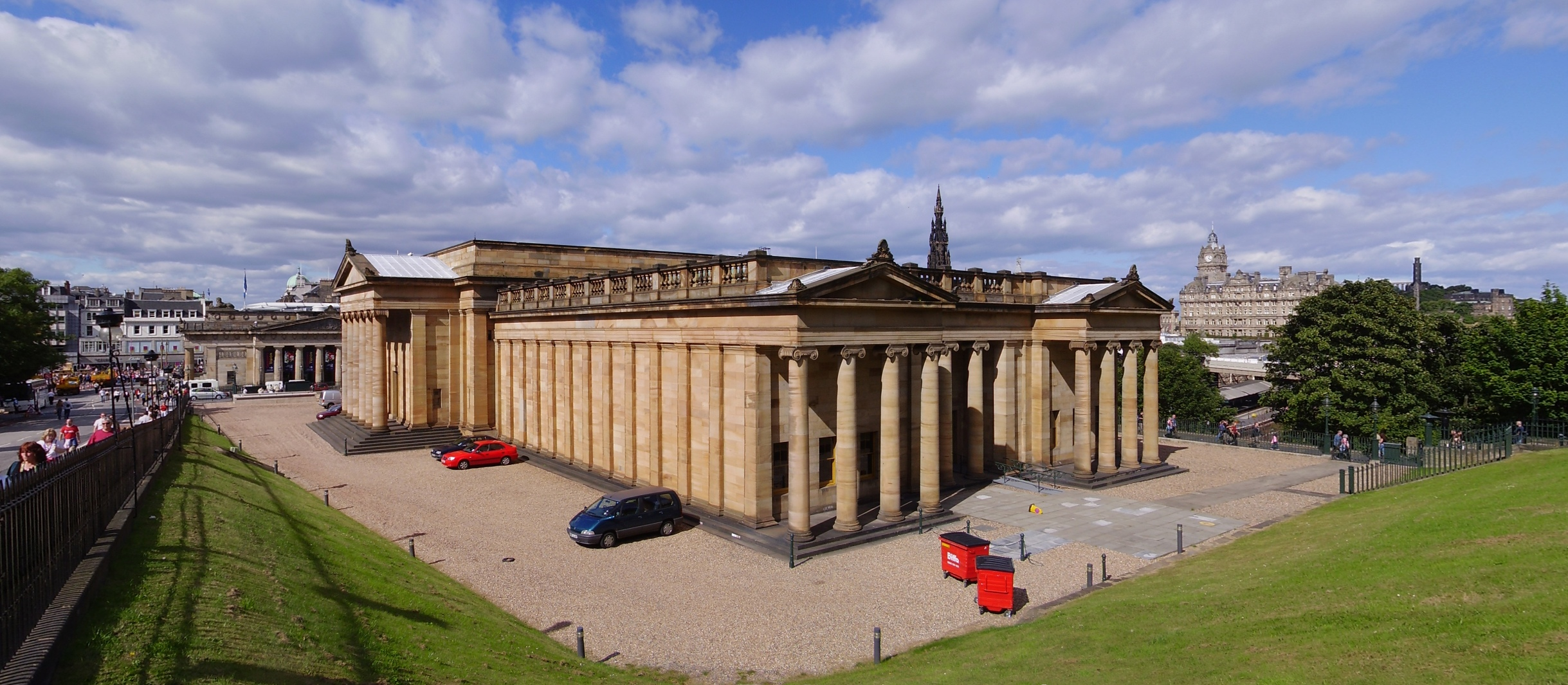
Здание Национальной галереи Шотландии (арх. У. Г. Плейфэр) — памятник категории A.

Охрана памятников началась в 1947 году в Акте о градостроительном и сельском планировании Шотландии, текущая законодательная база — аналогичный акт 1997 года. Полномочия по охране имеются у Парламента и Правительства. «Историческая среда Шотландии» переняла полномочия у Департамента строительства в 1991 году. Все изменения памятников должны быть разрешены местными органами власти.
Общее число в 47 тыс. памятников распределено по трём категориям:
- категория A: здания, представляющие особый интерес с точки зрения истории или архитектуры, выдающиеся образцы периода, стиля или типа здания[62] — 8 % памятников (ок. 3,8 тыс.)[61];
- категория B: здания, представляющие особый интерес с точки зрения истории или архитектуры, хорошие образцы периода, стиля или типа здания[62] — 50 % памятников[61];
- категория C: здания, представляющие особый интерес с точки зрения истории или архитектуры, характерные образцы периода, стиля или типа здания[62].

### Примеры
- категория А:

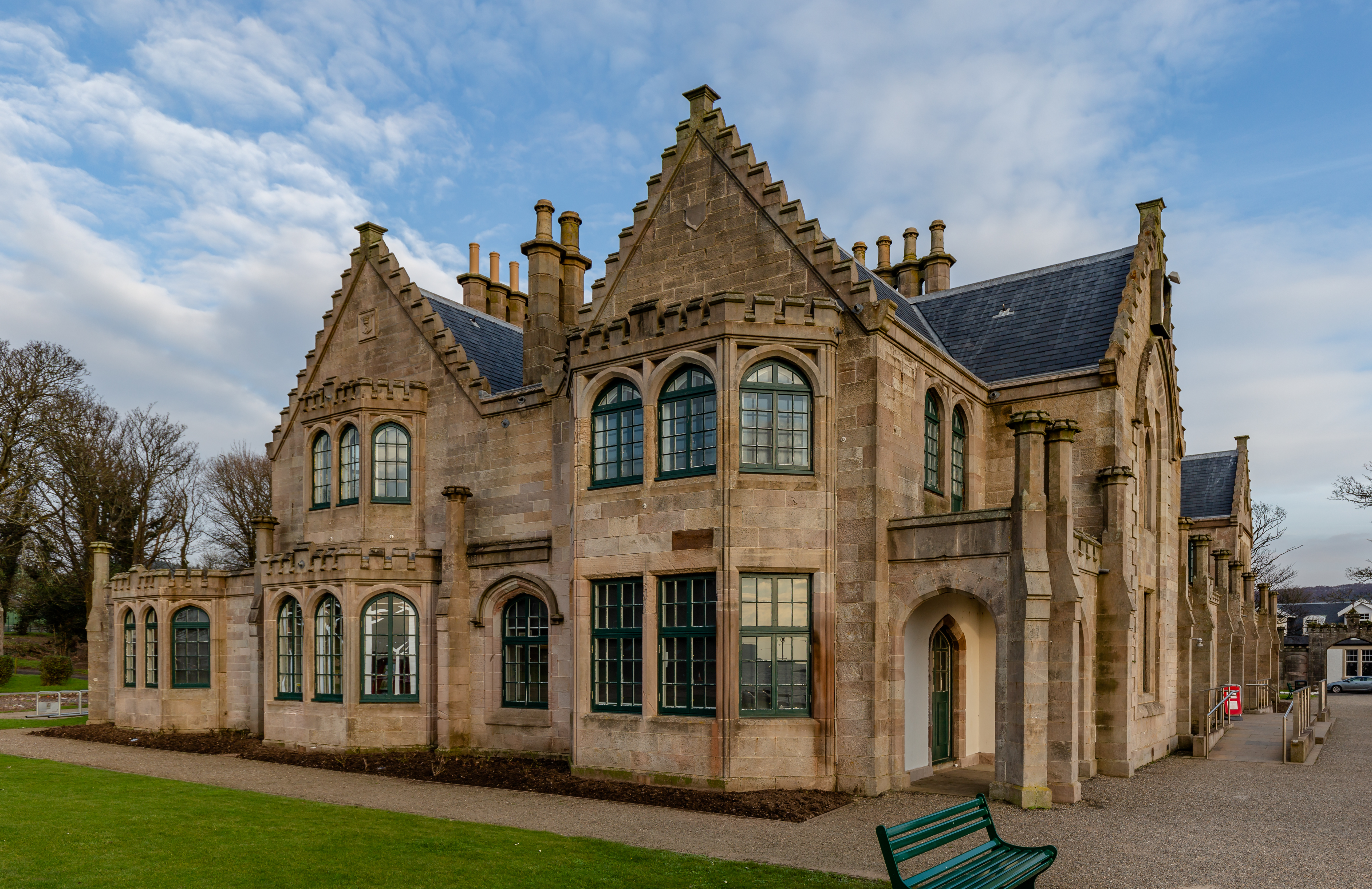
Гаррисон-хаус (XVIII в.) Милпорт, Камбрэ — памятник категории B.

  - чугунный арочный мост в Крейгэллахи (1814)[63]
  - здание мэрии Глазго (1888)[64]
  - собор св. Мунго в Глазго (XII в.)[65]
  - Холирудский дворец (XVI—XVII вв.)[66]
  - вилла «Кирна» (1867, арх. Ф. Т. Пилкингтон, неоготика)
  - жилой комплекс в стиле ар-деко Рэвелстон-гарден (Эдинбург, 1930-е)[67]
  - семинария св. Петра в Кардроссе, ныне заброшенная (1966, брутализм)[68]
- категория B:
  - дом смотрителя порта в Дайзарте (Файф, XVIII в.)[69]
  - колледж Sabhal Mòr Ostaig (о-в Скай)[70]
- категория C:
  - собор святого Иоанна в Обане (XIX в., не завершён)[71]
  - Белмонтский кинотеатр в Абердине (кон. XIX в.)[72]
  - развалины замка Крейгенд (XIX в., неоготика, Восточный Данбартоншир)[73]
  - Георгиевский кинотеатр (Портобелло, Эдинбург, 1939 г., ар-деко)[74]

## Регистрация
Законопроект 2008 года не продвинулся, но Historic England (на тот момент в составе Английского Наследия) опубликовал общий список наследия Англии в 2011 году. National Heritage List for England — Национальный реестр культурного наследия Англии — представляет собой базу данных с доступом из интернета, в составе которой около четырёхсот тысяч отдельных зданий — памятников архитектуры, памятников древности, садов, парков, кораблекрушений и полей сражений а также объектов Всемирного наследия. Законодательная рамка, тем не менее, по каждой категории объектов остаётся прежней.
В Шотландии аналогичная база данных находится у Historic Environment Scotland и в картографической базе Pastmap.
В Уэльсе за сведениями об объектах наследия следует обращаться в местные органы власти или Cadw. База British Listed Buildings имеет подразделы Англии, Шотландии и Уэльса и различные возможности поиска по месту, ключевым словам или карте, но поддерживается волонтёрами и потому не может считаться полоной.
В Северной Ирландии ведётся список наследия Northern Ireland Buildings Database7
Фотоальбом памятников архитектуры Англии был задуман в 1999 году как моментальный снимок английского наследия на рубеже веков, и данные о статусе наследия в нём приведены на февраль 2001 года, а снимки — с 1999 по 2008. Альбом из 323 тысяч снимков поддерживался Historic England на отдельном сайте Images of England, позднее был инкорпорирован в официальный реестр.
Список находящегося под угрозой и утраченного наследия ведётся с обследования 1991 года. Дополнение 1998 года вышло по результатам обследования объектов классов I и II*. В 2008 году в общий список «Наследие под угрозой» (Heritage at Risk) свели данные по памятникам архитектуры, древним памятникам, садам и паркам, полям сражений, кораблекрушениям и охранным зонам. Реестр наследия под угрозой составлен по данным местных органов власти, официальных исследований, волонтёров и обращений граждан и доступен в интернете.
В Шотландии список зданий под угрозой утраты с 1990 года для Historic Scotland вела Королевская комиссия по древним и историческим памятникам Шотландии (RCAHMS). После слияния этих органов списком занимается «Историческая среда Шотландии».
В Уэльсе списки памятников под угрозой ведут местные органы власти, Парламент Уэльса (Cadw) опубликовал на эту тему отчёт в 2009 году. Отдел Неотложной регистрации Королевской комиссии по древним и историческим памятникам Уэльса ответствен за здания, которым угрожает снос, существенное изменение или обветшание.